# Pont du Guildo
Le pont du Guildo a été inauguré le 25 mai 1864. Il permet de franchir l'Arguenon au niveau de la commune de Notre-Dame-du-Guildo.
En 1904, il est consolidé par Louis Harel de la Noë pour permettre le passage de la ligne de Plancoët à Saint-Cast-le-Guildo des chemins de fer des Côtes-du-Nord.
Il a été remplacé par un nouveau pont construit à quelques mètres en 1974 selon la technique des poutres en béton précontraint (pont René-Pleven).
Les culées en maçonnerie sur les deux rives de l'ancien pont sont encore visibles.
Ses principales caractéristiques sont :
- Pont de chemin de fer à passerelle tournante, à arcs métalliques trapézoïdaux.
- longueur totale : 142 m

Matériaux:
ciment, acier, fer, pierre, brique, béton armé.